# Палау на Чемпіонаті світу з легкої атлетики 2017
Палау на Чемпіонаті світу з легкої атлетики 2017, що проходив з 4 по 13 серпня 2017 року в Лондоні (Велика Британія) були представлені 1 спортсменом.

## Результати

### Чоловіки
Трекові і шосейні дисципліни
| Спортсмен    | Дисципліна | Попередній раунд | Попередній раунд | Забіги          | Забіги          | Півфінал        | Півфінал        | Фінал           | Фінал           |
| Спортсмен    | Дисципліна | Результат        | Місце            | Результат       | Місце           | Результат       | Місце           | Результат       | Місце           |
| ------------ | ---------- | ---------------- | ---------------- | --------------- | --------------- | --------------- | --------------- | --------------- | --------------- |
| Гвінн Уехара | 100 м      | 11.47 SB         | 7                | Завершив виступ | Завершив виступ | Завершив виступ | Завершив виступ | Завершив виступ | Завершив виступ |